# 宜章県
宜章県（ぎしょう-けん）は中華人民共和国湖南省郴州市に位置する県。

## 行政区画
- 鎮：白石渡鎮、楊梅山鎮、瑤崗仙鎮、梅田鎮、黄沙鎮、迎春鎮、一六鎮、栗源鎮、岩泉鎮、玉渓鎮、天塘鎮、笆籬鎮、里田鎮、五嶺鎮
- 郷：漿水郷、長村郷、関渓郷、赤石郷
- 民族郷：莽山ヤオ族郷